# Ramil Sheydayev
Ramil Sheydayev (San Petersburgo, 15 de marzo de 1996) es un futbolista ruso, nacionalizado azerí, que juega en la demarcación de delantero para el Neftçi P. F. K. de la Liga Premier de Azerbaiyán.

## Selección nacional
Tras jugar en las categorías inferiores de la selección rusa y azerí, finalmente hizo su debut con la selección de fútbol de Azerbaiyán en un partido de clasificación para la Copa Mundial de Fútbol de 2018 contra San Marino que finalizó con un resultado de 0-1 a favor del combinado azerí tras el gol de Ruslan Qurbanov.

### Goles internacionales
| #  | Fecha                   | Estadio                                         | Oponente            | Gol | Resultado | Competición                                          |
| -- | ----------------------- | ----------------------------------------------- | ------------------- | --- | --------- | ---------------------------------------------------- |
| 1  | 8 de octubre de 2017    | Estadio Fritz Walter, Kaiserslautern, Alemania  | Alemania            | 1-1 | 5-1       | Clasificación para la Copa Mundial de Fútbol de 2018 |
| 2  | 21 de marzo de 2019     | Estadio Maksimir, Zagreb, Croacia               | Croacia             | 0-1 | 2-1       | Clasificación para la Eurocopa 2020                  |
| 3  | 11 de junio de 2019     | Bakcell Arena, Bakú, Azerbaiyán                 | Eslovaquia          | 1-0 | 1-5       | Clasificación para la Eurocopa 2020                  |
| 4  | 9 de octubre de 2019    | Estadio Nacional de Baréin, Riffa, Baréin       | Baréin              | 2-3 | 2–3       | Amistoso                                             |
| 5  | 5 de septiembre de 2020 | Estadio Olímpico de Bakú, Bakú, Azerbaiyán      | Luxemburgo          | 1-0 | 1–2       | Liga de Naciones de la UEFA 2020-21                  |
| 6  | 27 de marzo de 2021     | Estadio Nagyerdei, Debrecen, Hungría            | Catar               | 0-1 | 2-1       | Amistoso                                             |
| 7  | 2 de junio de 2021      | Estadio Dinamo, Minsk, Bielorrusia              | Bielorrusia         | 1-2 | 1–2       | Amistoso                                             |
| 8  | 13 de junio de 2022     | Dalga Arena, Bakú, Azerbaiyán                   | Bielorrusia         | 2-0 | 2-0       | Liga de Naciones de la UEFA 2020-21                  |
| 9  | 20 de noviembre de 2022 | Toše Proeski Arena, Skopie, Macedonia del Norte | Macedonia del Norte | 1-3 | 1–3       | Amistoso                                             |
| 10 | 13 de octubre de 2023   | A. Le Coq Arena, Tallin, Estonia,               | Estonia             | 0-2 | 0–2       | Clasificación para la Eurocopa 2024                  |

## Clubes
| Club                           | País       | Año       | Partidos | Goles |
| ------------------------------ | ---------- | --------- | -------- | ----- |
| F. C. Zenit-2 San Petersburgo  | Rusia      | 2014      | 32       | 18    |
| F. C. Zenit San Petersburgo    | Rusia      | 2014-2015 | 5        | 0     |
| F. C. Rubin Kazán (cedido)     | Rusia      | 2015      | 2        | 0     |
| F. C. Zenit-2 San Petersburgo  | Rusia      | 2015-2016 | 12       | 10    |
| Trabzonspor                    | Turquía    | 2016      | 3        | 1     |
| MŠK Žilina II (cedido)         | Eslovaquia | 2017      | 5        | 5     |
| MŠK Žilina                     | Eslovaquia | 2017      | 16       | 5     |
| Qarabağ F. K. (cedido)         | Azerbaiyán | 2017-2018 | 19       | 1     |
| P. F. C. Krylia Sovetov Samara | Rusia      | 2018-2019 | 20       | 4     |
| F. C. Dinamo Moscú             | Rusia      | 2019      | 9        | 0     |
| Sabah F. K.                    | Azerbaiyán | 2020-2021 | 29       | 6     |
| Qarabağ F. K.                  | Azerbaiyán | 2021-2023 | 97       | 36    |
| Buriram United F. C.           | Tailandia  | 2023-2024 | 16       | 1     |
| Kocaelispor                    | Turquía    | 2024      | 15       | 1     |
| Neftçi P. F. K.                | Azerbaiyán | 2024-     | 31       | 4     |

## Palmarés

### Títulos nacionales
| Título                     | Club                     | País       | Año  |
| -------------------------- | ------------------------ | ---------- | ---- |
| Liga Premier de Rusia      | Zenit de San Petersburgo | Rusia      | 2015 |
| Superliga de Eslovaquia    | MŠK Žilina               | Eslovaquia | 2017 |
| Liga Premier de Azerbaiyán | Qarabağ F. K.            | Azerbaiyán | 2018 |
| Liga Premier de Azerbaiyán | Qarabağ F. K.            | Azerbaiyán | 2022 |
| Copa de Azerbaiyán         | Qarabağ F. K.            | Azerbaiyán | 2022 |
| Liga Premier de Azerbaiyán | Qarabağ F. K.            | Azerbaiyán | 2023 |